# THE BOOM SAKANA BOOKS
THE BOOM SAKANA BOOKS（ザ・ブーム・サカナブックス）は、日本の音楽グループであるTHE BOOMが1992年11月21日に発表した、写真集の体裁のシングルCD。

## 解説
写真家が撮影した美しい風景などをまとめた写真集に2曲入りのCDシングルが付属する形になっており、5タイトル同時発売。限定盤であるため、現在は入手不可能（ネットオークションなどに出品されることがよくある）。
各タイトル2曲ずつ収録されているが、すべて既発楽曲となっている。
また、各タイトルの帯には「贈りたい歌があります。」という統一した文言が入っており、シリーズのタイトルは収録楽曲歌詞から引用。
例えば「SAKANA BOOKS 3」には「川の流れは」と「ダーリン」が収録されているが、このシリーズのタイトルは「僕からあなたへ」（収録曲「ダーリン」歌詞の一部）というフレーズである。

## シリーズの概要
全曲　作詞・作曲：宮沢和史（特記以外）

### SAKANA BOOKS 1
- 写真集のタイトル：「あなたを好きでいた時もあるよ」

1. からたち野道
2. 僕はぬけがらだけおいてきたよ
作詞：宮沢和史　作曲：小林孝至

- - 写真・藤井春日

### SAKANA BOOKS 2
- 写真集のタイトル：「僕が、そばにいたい」

1. 虹が出たなら
2. そばにいたい

- - 写真・加藤正憲

### SAKANA BOOKS 3
- 写真集のタイトル：「僕からあなたへ」

1. 川の流れは
2. ダーリン

- - 写真・三浦麻旅子

### SAKANA BOOKS 4
- 写真集のタイトル：「なぜそんなに悲しい目をするの？」

1. FISH DANCE
2. 僕のヒーロー

- - 写真・ハービー山口

### SAKANA BOOKS 5
- 写真集のタイトル：「届けておくれ、私の愛を」

1. ひゃくまんつぶの涙
2. 島唄（オリジナル・ヴァージョン）
※ジャケットには「オリジナル～」の表記はない

- - 写真・郡司大地